# Sin Li Mo
Sin Li Mo (莫新礼) est un botaniste chinois né en 1934 et mort en 1988. Il est à l'origine de découverte de plusieurs espèces de plantes comme la Vatica guangxiensis.